# Liste der Kulturdenkmale in Großschönau (Sachsen)

Wappen von Großschönau

Die Liste der Kulturdenkmale in Großschönau (Sachsen) umfasst die Kulturdenkmale der sächsischen Gemeinde Großschönau (Sachsen).
Sie ist eine Teilliste der Liste der Kulturdenkmale im Landkreis Görlitz und ist nach den beiden Ortsteilen aufgeteilt:
- Liste der Kulturdenkmale in Großschönau (A–M)
- Liste der Kulturdenkmale in Großschönau (N–Z)
- Liste der Kulturdenkmale in Waltersdorf (Großschönau)